# Anișoara Minea-Sorohan

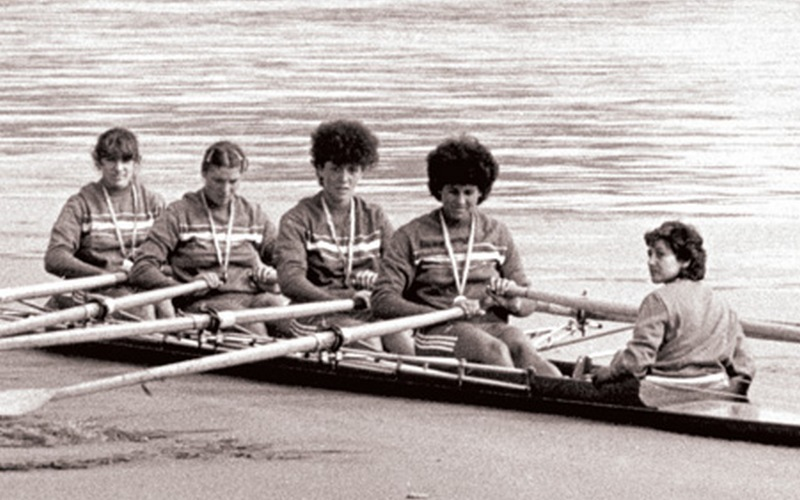
Echipa de canotaj 4+1 la JO 1984

Anișoara Minea-Sorohan (născută Sorohan; n. 9 februarie 1963, Târgu Frumos, România) este o fostă canotoare română, laureată cu aur la Los Angeles 1984.
Pentru intreaga activitate competitionala a primit titlul de Maestru Emerit al Sportului. În 2004 a fost decorată cu Ordinul „Meritul Sportiv” clasa I.

## Legături externe
- Anișoara Minea-Sorohan la Comitetul Olimpic și Sportiv Român (arhivat)
- en Anișoara Minea-Sorohan la Olympedia.org